# Frank Turner (koszykarz)
Frank Turner (ur. 25 maja 1988 w Atlantic City) – amerykański koszykarz, występujący na pozycji rozgrywającego, aktualnie zawodnik  Crailsheim Merlins.

## NCAA
Na uczelni Canisius grał przez cztery lata, będąc w każdym z sezonów liderem drużyny pod względem asyst. Grał w mało znanej konferencji MAAC, przez co nie przebił się do NBA.

## Holandia
Po skończeniu gry na studiach, przeniósł się do Holandii, gdzie podpisał kontrakt z Eiffel Towers Den Bosch. Rozegrał tam dwa pełne sezony, będąc w obu z nich najlepszym podającym drużyny i czołowym strzelcem.

## Polska
22 sierpnia 2012 podpisał kontrakt z drużyną wicemistrza Polski, Treflem Sopot.

## Osiągnięcia
Stan na 30 sierpnia 2017, na podstawie, o ile nie zaznaczono inaczej.
NCAA
- Debiutant roku konferencji Metro Atlantic Athletic (MAAC – 2007)
- Zaliczony do:
  - I składu debiutantów MAAC (2007)
  - III składu MAAC (2009, 2010)
- Lider w przechwytach MAAC (2010)[4]

Drużynowe
- Mistrz Holandii (2012)
- Zdobywca pucharu:
  - Polski (2013)
  - Bułgarii (2016)

Indywidualne
- MVP meczu gwiazd ligi holenderskiej (2012)
- Uczestnik meczu gwiazd ligi holenderskiej (2012)
- Zaliczony do I składu ligi holenderskiej (2012)
- Lider ligi holenderskiej w:
  - asystach (2011, 2012)
  - przechwytach (2011)

## Statystyki
Stan na koniec sezonu 2011/12

### NCAA
| Sezon   | Drużyna  | M   | S5 | MPG  | FG%   | 3P%   | FT%   | RPG | APG | SPG | BPG | PPG  |
| ------- | -------- | --- | -- | ---- | ----- | ----- | ----- | --- | --- | --- | --- | ---- |
| 2006/07 | Canisius | 31  | 0  | 30,3 | 45,7% | 40,5% | 64,6% | 4,6 | 5,4 | 1,6 | 0,2 | 11,9 |
| 2007/08 | Canisius | 31  | 0  | 30,8 | 40,8% | 25,7% | 64,2% | 4,3 | 4,6 | 1,4 | 0,2 | 12,9 |
| 2008/09 | Canisius | 31  | 0  | 35,0 | 42,2% | 28,1% | 64,6% | 4,4 | 4,0 | 1,2 | 0,1 | 15,6 |
| 2009/10 | Canisius | 32  | 0  | 38,3 | 47,1% | 32,4% | 71,6% | 5,1 | 5,7 | 2,1 | 0,1 | 16,2 |
| Razem   |          | 125 | 0  | 34,5 | 43,8% | 30,8% | 66,8% | 4,6 | 4,9 | 2,1 | 0,1 | 14,2 |

### Holandia
| Sezon   | Drużyna       | M  | S5 | MPG  | FG%   | 3P%   | FT%   | RPG | APG | SPG | BPG | PPG  |
| ------- | ------------- | -- | -- | ---- | ----- | ----- | ----- | --- | --- | --- | --- | ---- |
| 2010/11 | Eiffel Towers | 43 | 0  | 32,2 | 48,4% | 24,6% | 75,8% | 3,0 | 5,5 | 2,2 | 0,0 | 13,0 |
| 2011/12 | Eiffel Towers | 41 | 0  | 32,4 | 47,6% | 40,5% | 74,3% | 3,7 | 4,6 | 1,9 | 0,0 | 12,7 |
| Razem   |               | 84 | 0  | 32,3 | 48,1% | 32,4% | 75,1% | 3,3 | 5,1 | 2,1 | 0,0 | 12,8 |